# Савалеевский сельсовет
Савалеевский сельсовет — муниципальное образование в Кармаскалинском районе Башкортостана.
Административный центр — деревня Савалеево.

## История
Согласно «Закону о границах, статусе и административных центрах муниципальных образований в Республике Башкортостан» имеет статус сельского поселения.

## Население
| 2002  | 2009  | 2010  | 2012  | 2013  | 2014  | 2015  |
| ----- | ----- | ----- | ----- | ----- | ----- | ----- |
| 2694  | ↗2812 | ↘2487 | ↘2460 | ↘2429 | ↘2423 | ↘2414 |
| 2016  | 2017  | 2018  |       |       |       |       |
| ↗2427 | ↗2434 | ↘2400 |       |       |       |       |

## Состав сельского поселения
| № | Населённый пункт            | Тип населённого пункта          | Население |
| - | --------------------------- | ------------------------------- | --------- |
| 1 | Савалеево                   | деревня, административный центр | ↗1013     |
| 2 | Бишаул-Унгарово             | деревня                         | ↘573      |
| 3 | Ибрагимово                  | деревня                         | ↘388      |
| 4 | Кулушево                    | деревня                         | ↘255      |
| 5 | Муксиново                   | деревня                         | ↘204      |
| 6 | Деревня разъезда Ибрагимово | деревня                         | →48       |
| 7 | Набережный                  | деревня                         | ↘6        |

## Исполнительная власть
Администрация сельского поселения Савалеевский сельсовет: Россия, 453015, Башкортостан, Кармаскалинский район, д. Савалеево, ул. Мира,  д. 8.

## Достопримечательности
- Дом-музей Мухаметсалима Уметбаева в деревне Ибрагимово) — открыт в 1991 году — филиал Национального музея Республики Башкортостан[13].
- Бишунгаровские курганы у деревни Бишаул-Унгарово — крупнейшие курганы из числа раннесарматских погребений III—II вв. до н. э.
- Озеро Большой Толпак около д. Ибрагимово — заповедник водоплавающей дичи[14].
- У озера Кызылга находится 4 археологических памятника: Ибрагимовский Могильник, Ибрагимовская I стоянка и селище, Ибрагимовское поселение и Ибрагимовская II стоянка[15].

## Люди, связанные с сельсоветом
- Исангулов, Фарит Ахмадуллович (6 марта 1928 — 20 мая 1983) — башкирский писатель.
- Камалов, Раиль Исмагилович (20 февраля 1932 — 24 марта 1989) — звеньевой механизированного звена по выращиванию сахарной свеклы в колхозе имени Фрунзе, Герой Социалистического Труда.
- Садыков, Фарит Шамсутдинович (29 сентября 1927 — 20 декабря 1987) — тракторист механизированного звена по возделыванию сахарной свеклы в колхозе имени Фрунзе БАССР, заслуженный механизатор РСФСР (1967), Герой Социалистического Труда.
- Уметбаев, Мухаметсалим Ишмухаметович (21 августа 1841	— 28 июня 1907) — башкирский поэт-просветитель, переводчик, филолог, этнограф, общественный деятель, публицист[16].
- Хазиева, Равиля Минигалеевна (род. 15 августа 1930) — танцовщица, Заслуженная артистка БАССР (1955), Народная артистка БАССР (1967).